# Захарій Посник
Захарій посник Печерський (XIII — XIV століття) — православний святий, чернець Печерського монастиря. Преподобний. Пам'ять 10 вересня і 6 квітня.

## Життєпис
Преподобний Захарій був посником: їв тільки зерна й овочі один раз на день після заходу сонця. Мав велику міць на бісів і часто бачив у видіннях ангелів.
Пізніша монастирська традиція ототожнює його з отроком Захарієм, який згадується у «Патерику Печерському» як сучасник ігумена Никона (1077—1088). Опікун юнака хотів привласнити завіщаний Захарію батьком спадок — 1000 гривень сріблом і 100 гривень золотом, — але не зміг дати неправдиву клятву перед іконою Богородиці в Успенському соборі. Після того, як відкрилася правда і Захарію була повернута скарбниця, він пожертвував усі гроші на будівництво Йоано-Предтеченської хрещальні собору, а сам постригся в ченці й залишився жити в Печерському монастирі.
Згідно з антропологічними дослідженнями помер у віці 20–25 років, ріст мав бл. 152–154 см.

## Мощі
Мощі прп. Захарія посника спочивають у Дальніх печерах, поряд з мощами Преподобного Нестора, некнижного

В акафісті всім Печерським преподобним про нього сказано: 
|  | «Радуйся, Захаріє, бо для бісів ти страшним був, а для Ангелів співбесідником явився, з ними ж перед престолом Тройці стоїш.» |